# Kolejowe sygnały świetlne
Kolejowe sygnały świetlne są używane przede wszystkim do poinformowania maszynisty o możliwości jazdy lub jej braku, oraz ewentualnym ograniczeniu prędkości, względnie uprzedzenia, że takie sygnały nastąpią.
Sygnały świetlne, w przeciwieństwie do kształtowych, są możliwe do stosowania zarówno w dzień, jak i w porze nocnej. Podawane są za pomocą urządzeń sklasyfikowanych jako:
- semafory i ich powtarzacze
- tarcze ostrzegawcze i tarcze ostrzegawcze przejazdowe
- tarcze manewrowe
- tarcze rozrządowe
- sygnalizatory dające sygnały przy próbie hamulców zespolonych
- sygnalizatory sygnału zastępczego

## Sygnalizatory
Obszar działania urządzeń, a przede wszystkim istnienie skrajni, spowodował wykształcenie charakterystycznych rodzajów sygnalizatorów świetlnych:
- w formie słupa (zwykle malowanego w odpowiednie barwy), na którym umocowana jest głowica z komorami świetlnymi (od jednej do pięciu, wyjątkowo sześć). Dodatkowo pod głowicą semafora mogą znajdować się sygnalizatory złożone z pasów świetlnych.
- jako sygnalizator karzełkowy umieszczony nisko przy podłożu, w miejscach gdzie umieszczenie sygnalizatora pełnowymiarowego spowodowałoby naruszenie skrajni. Sygnalizatory karzełkowe mają od jednej do trzech komór świetlnych, jeśli potrzeba ich więcej (przykładem jest szczególny rodzaj semafora sześciokomorowego) umieszcza się je obok siebie.
- podwieszony na tzw. bramkach sygnałowych

Zdarza się, że na jednym słupie jest mocowana więcej niż jedna głowica sygnałowa.

## Barwy świateł
Na PKP używane są do sygnalizacji następujące kolory:
- czerwony (na semaforach prawie zawsze jako światło ciągłe, wyjątkiem jest sygnał S1a)
- zielony (jako światło ciągłe lub przerywane)
- pomarańczowy (jw., czasem potocznie nazywany żółtym; w myśl przepisów jest to pomarańczowy)
- mlecznobiały (jako światło ciągłe lub przerywane)
- niebieski (jako światło ciągłe)

Jeśli sygnalizator ma umożliwiać podanie sygnału złożonego z więcej niż jednego światła, to układ komór jest projektowany tak, by żaden obraz sygnałowy nie składał się ze świateł umieszczonych bezpośrednio obok siebie (mogłoby to spowodować pomyłkę). W praktyce nie stosuje się tej reguły w przypadku powtarzaczy, przy podawaniu sygnału zastępczego oraz w przypadku tarcz przejazdowych, kiedy to zdarza się, że świecą się dwa sąsiednie światła.
Jak widać na poniższych przykładach, regułą jest, że na semaforach komora światła zielonego, o ile występuje, znajduje się na samej górze sygnalizatora. Z kolei, jeśli występuje komora biała, umieszczona jest na samym dole.
|  | Przykłady rozmieszczenia komór świetlnych: 1,2 – semafory pięciokomorowe 3,4,5 – semafory czterokomorowe 6,7,8 – semafory trójkomorowe 9 – semafor dwukomorowy 10 – tarcza zaporowa świetlna 11,12 – tarcze ostrzegawcze 13 – sygnalizator powtarzający 14,15 – tarcze manewrowe 16 – sygnalizator sygnału zastępczego 17 – tarcza ostrzegawcza przejazdowa |

Uwaga: Powyższa ilustracja zawiera tylko przykłady, stosuje się także sygnalizatory o układach świateł nieujętych powyżej.